# 蒙茅斯比奇 (新澤西州)
蒙茅斯比奇（英語：Monmouth Beach）是位於美國新澤西州蒙茅斯縣的自治市鎮。

## 人口
根據2020年美國人口普查的數據，蒙茅斯比奇的面積為5.37平方千米，當中陸地面積為2.70平方千米，而水域面積為2.67平方千米。當地共有人口3174人，而人口密度為每平方千米591人。